# フィリップ・ヨーダン
フィリップ・ヨーダン（Philip Yordan、1914年4月1日 - 2003年3月24日）は、アメリカ合衆国の脚本家、映画プロデューサーである。『折れた槍』でアカデミー原案賞を受賞した。

## 経歴
1914年4月1日、イリノイ州シカゴに生まれる。両親はポーランド系ユダヤ人の移民である。イリノイ大学とシカゴ・ケント法律大学で学んだ。
『犯罪王ディリンジャー』や『他人の家』、『探偵物語』などの脚本を執筆した。1950年代の赤狩りの時代には、ハリウッド・ブラックリストに掲載された脚本家たちのために、自らの名義を貸していた。そのほかに、『青春のさまよえる時』や『バルジ大作戦』、『ピサロ将軍』などの製作を手がけた。
2003年3月24日、膵臓癌によりカリフォルニア州ラホヤにて死去。88歳没。生涯に4度の結婚を経験し、5人の子供をもうけた。

## フィルモグラフィー
特記のない作品は脚本を担当。

### 映画
- 犯罪王ディリンジャー Dillinger （1945年）
- 狂恋の果て Suspense （1946年）
- 群盗の宿 Bad Men of Tombstone （1949年）
- 他人の家 House of Strangers （1949年）
- 秘密指令 Reign of Terror （1949年）
- 恐怖の一夜 Edge of Doom （1950年）
- 探偵物語 Detective Story （1951年）
- 南部に轟く太鼓 Drums in the Deep South （1951年）
- カリブの反乱 Mutiny （1952年）
- 吹き荒ぶ風 Blowing Wild （1953年）
- 魔術の恋 Houdini （1953年）
- 折れた槍 Broken Lance （1954年） - 原案
- 黒い絨毯 The Naked Jungle （1954年）
- 大砂塵 Johnny Guitar （1954年）
- 宇宙征服 Conquest of Space （1955年）
- シャロンの屠殺者 The Last Frontier （1955年）
- 次はお前だ! Joe MacBeth （1955年）
- 暴力団 The Big Combo （1955年）
- ララミーから来た男 The Man from Laramie （1955年）
- 殴られる男 The Harder They Fall （1956年） - 脚本・製作
- 最前線 Men in War （1957年）
- 連発銃は知っている Gun Glory （1957年） - 原案
- 荒野の悪魔 The Fiend Who Walked the West （1958年）
- 無頼の群 The Bravados （1958年）
- 真昼の欲情 God's Little Acre （1958年）
- 無法の拳銃 Day of the Outlaw （1959年）
- 青春のさまよえる時 Studs Lonigan （1960年） - 脚本・製作
- 許されざる愛情 The Bramble Bush （1960年）
- エル・シド El Cid （1961年）
- キング・オブ・キングス King of Kings （1961年）
- 人類SOS! The Day of the Triffids （1963年） - 脚本・製作総指揮
- 北京の55日 55 Days at Peking （1963年）
- サーカスの世界 Circus World （1964年）
- ローマ帝国の滅亡 The Fall of the Roman Empire （1964年）
- バルジ大作戦 Battle of the Bulge （1965年） - 脚本・製作
- カスター将軍 Custer of the West （1967年） - 製作
- ピサロ将軍 The Royal Hunt of the Sun （1969年） - 脚本・製作
- 地獄のアパッチ Captain Apache （1971年） - 脚本・製作
- 無頼プロフェッショナル El hombre de Río Malo （1971年）
- 悪夢の銀河鉄道/ナイト・トレイン・トゥ・テラー Night Train to Terror （1985年）
- ザ・テロリスト/黒い水曜日 Bloody Wednesday （1987年） - 脚本・原案・製作
- ファイナル・エクソシスト/悪魔の封印 The Unholy （1988年）

### テレビドラマ
- ビル船長 Assignment: Underwater （1960年 - 1961年） - 製作

## 受賞
- 1955年 - 第27回アカデミー賞 - 原案賞（『折れた槍』）[1]